# Ворінгфоссен
Ворінгфоссен (норв. Vøringsfossen) — один із найпопулярніших і найвідвідуваніших водоспадів, на річці Б'юрейо (Bjoreio) в західній частині Норвегії. Висота водоспаду становить 183 м.
У 2020 році біля водоспаду побудували пішохідний міст, що з'єднує береги Б'юрейо